# Aida
Aïda
Pour les articles homonymes, voir Aïda.
Représentations notables
- 8 février 1872 : Teatro alla Scala, Milan 
 Royaume d'Italie

Personnages
- Amneris, fille du roi d'Égypte (mezzo-soprano)
- Aïda, esclave érythréenne au service d'Amneris (soprano)
- Amonasro, roi d'Éthiopie, père d'Aïda (baryton)
- Radamès, capitaine égyptien (ténor)
- Ramphis, grand prêtre égyptien (basse)
- Le roi d'Égypte (basse)
- La grande prêtresse (soprano)
- Un messager (ténor)
- Prêtres et prêtresses, ministres, capitaines, soldats, fonctionnaires, esclaves et prisonniers éthiopiens, peuple égyptien (chœur)

Aida (Aïda en français) est un opéra en quatre actes de Giuseppe Verdi, sur un livret d'Antonio Ghislanzoni d'après une intrigue d'Auguste Mariette, créé le 24 décembre 1871 à l'Opéra khédival du Caire.

## Genèse
Commandé par le khédive égyptien, Ismaïl Pacha, pour les fêtes d'inauguration du canal de Suez, l'opéra a été représenté pour la première fois au nouvel opéra du Caire, construit pour l'occasion. Le théâtre avait été inauguré le 1er novembre 1869, par une représentation de Rigoletto, et le canal le 17 novembre suivant. Prévue pour janvier 1871, la création d'Aïda fut retardée jusqu'au 24 décembre en raison du siège de Paris, où Mariette se trouvait bloqué avec les décors et les costumes. L'archéologue Mariette avait fourni l'idée et suivi de près le travail de mise en scène, afin que le spectacle fût conforme à ce qu'on savait de l'ancienne Égypte. Craignant un échec, il retira son nom avant la première.
Verdi n'était pas très favorable à une création en Égypte car le public ne serait pas populaire (pas d’Égyptiens) et allait être constitué par une sorte d'aristocratie à l'allure mondaine.[réf. souhaitée]
« Mais, si ce malheureux opéra devait quand même voir le jour, pour l'amour du ciel, pas de réclames, pas ces chichis qui sont pour moi une humiliation suprêmement humiliante. Oh, tout ce que j'ai vu à Bologne et ce que j'entends maintenant à Florence me soulève le cœur ! Non, non… je ne veux pas de Lohengrinades. Plutôt le feu !! »
Il n'y participe pas et se consacre à la représentation d'Aida à Milan deux mois plus tard.

## Création
Verdi ne désirait pas, à l'origine, écrire d'ouverture pour son opéra, mais un simple prélude orchestral ; Il composa tout de même une ouverture de type « pot-pourri » qu'il décida finalement de ne pas faire exécuter à cause de — dit-il — sa « prétentieuse insipidité ».
Aida eut énormément de succès lors de sa première au Caire le 24 décembre 1871. Les costumes, les accessoires et la mise en scène avaient été assurés par Auguste Mariette. N'ayant pas assisté à cette première, Verdi ne fut pas satisfait par ce succès parce que la salle n'était composée que de dignitaires invités, d'hommes politiques et de critiques, mais d'aucun membre du grand public. Il a donc considéré la première européenne, à la Scala de Milan, le 8 février 1872, comme la véritable création de son œuvre.
Le rôle d'Aïda avait été écrit pour Teresa Stolz, qui l'interpréta à Milan.

### Interprètes de la création

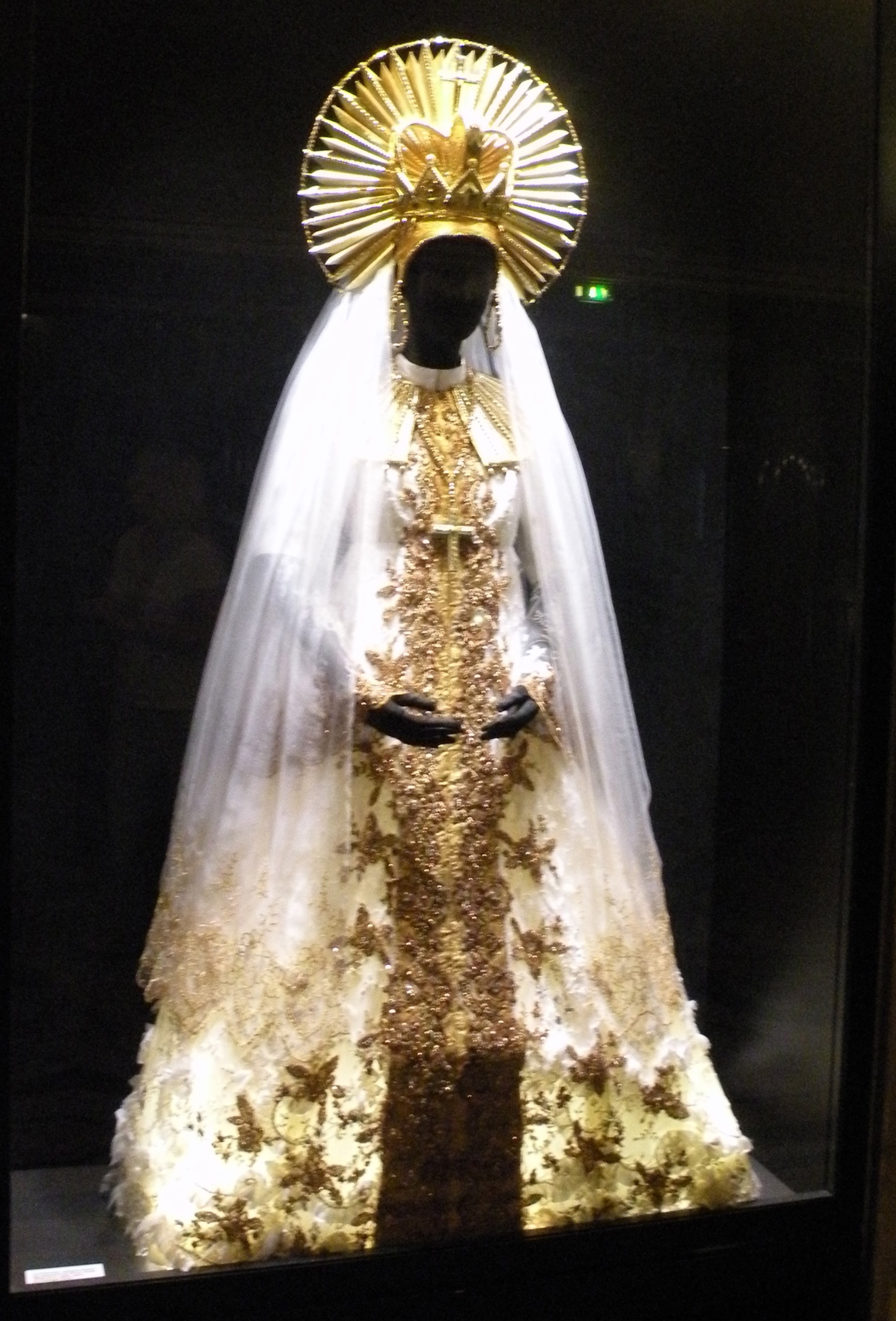
Costume de la grande prêtresse à l'Opéra Bastille.

- Amneris, fille du roi d'Égypte (mezzo-soprano) : Eleonora Grossi.
- Aïda, esclave éthiopienne au service d'Amneris (soprano) : Antonietta Pozzoni Anastasi.
- Amonasro, roi d'Éthiopie, père d'Aïda (baryton) : Francesco Steller.
- Radamès, capitaine égyptien (ténor) : Pietro Mongini.
- Ramphis, grand prêtre égyptien (basse) : Paolo Medini.
- Le roi d'Égypte (basse) : Tommaso Costa.
- La grande prêtresse (soprano) : Marietta Allievi.
- Un messager (ténor) : Luigi Stecchi-Bottardi.
- Prêtres et prêtresses, ministres, capitaines, soldats, fonctionnaires, esclaves et prisonniers éthiopiens, peuple égyptien (chœur).
- Orchestre et chœurs de l'Opéra du Caire.
- Directeur d’orchestre : Giovanni Bottesini.
- Chef de chœur : G Devasini.
- Directeur de scène : Carlo d'Ormeville.
- Décors : Philippe Chaperon, Edouard Despléchin, Jean-Baptiste Lavastre et Auguste Rubé.
- Costumes : Dessins d'Auguste Mariette. Delphine Baron est la couturière responsable des costumes dans les ateliers à Paris.

## Réception

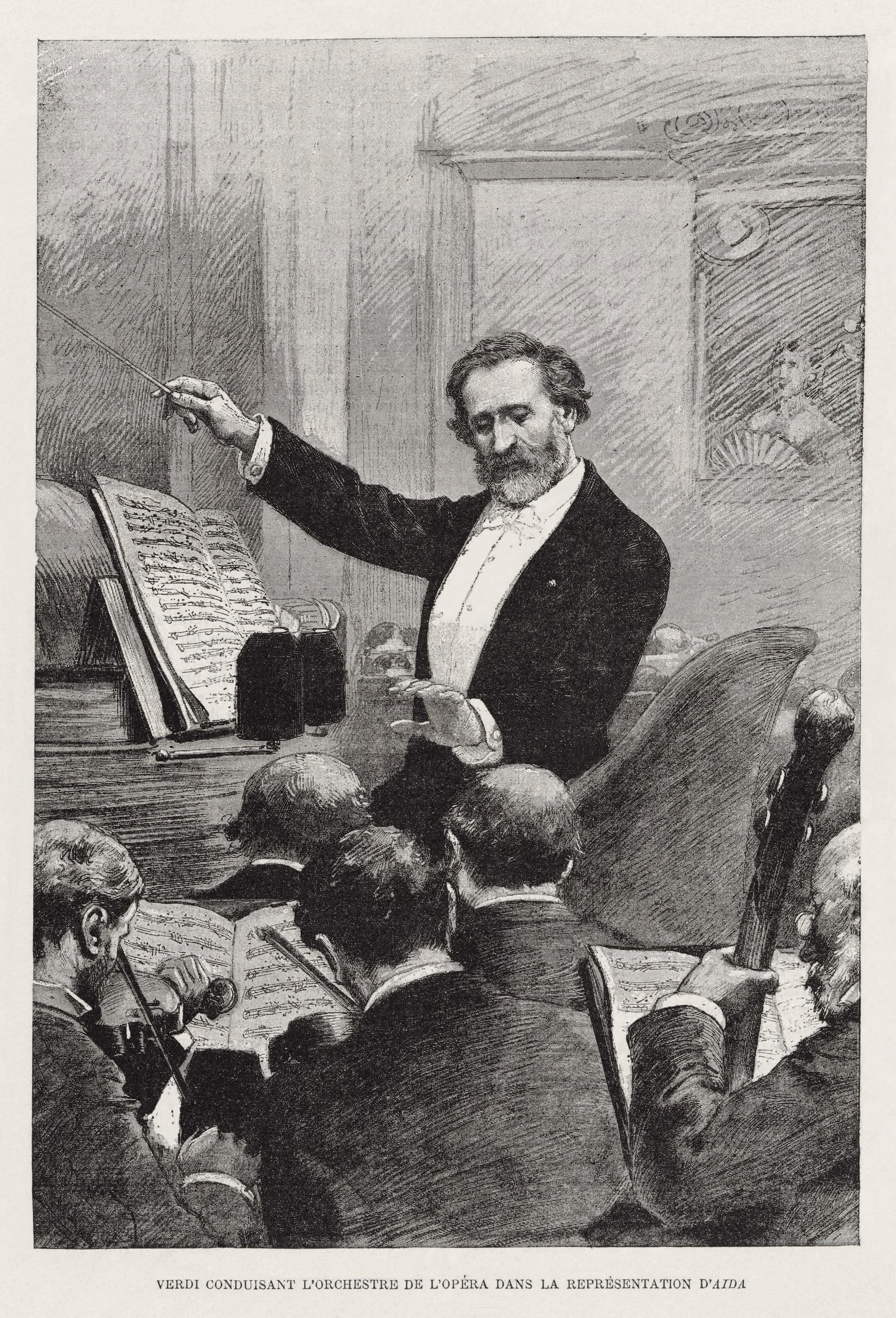
Verdi dirigeant en 1880 la première à l'Opéra de Paris

### Les premières auXIXesiècle
- Argentine : 4 octobre 1873, Teatro Colón Buenos Aires.
- États-Unis : 26 novembre 1873, Academy of Music New York, avec Ostava Torriani rôle-titre, Annie Louise Cary Amneris, Italo Campanini Radamès, Victor Maurel Amonasro et Evasio Scolara roi d'Égypte.
- Allemagne : 20 avril 1874, Opéra d'État de Berlin, avec Mathilde Mallinger Aida, Albert Niemann Radamès, Franz Betz Amonasro.
- Espagne : 12 décembre 1874, Madrid Teatro Real.
- Autriche : 29 avril 1874, Vienne, Opéra d'État de Vienne, avec Amalie Materna Amneris.
- Hongrie : 10 avril 1875, Opéra d'État hongrois, Budapest.
- Pologne : 23 novembre 1875, Varsovie, Grand Théâtre de Varsovie (l'œuvre avec le livret en polonais fut jouée pour la première fois le 9 juin 1877).
- Russie : 1er décembre 1875, Théâtre Mariinsky, Saint-Pétersbourg.
- Tchéquie : 11 décembre 1875, Nouveau Théâtre, Prague.
- France : 22 avril 1876, Paris Théâtre-Lyrique Italien, Salle Ventadour, avec la même distribution que la première de Milan en 1872 mais avec Édouard de Reszke faisant ses débuts (roi d'Égypte)[3].
- Royaume-Uni : 22 juin 1876, Royal Opera House, Covent Garden, avec Adelina Patti Aida, Ernesto Nicolini Radamès, Francesco Graziani Amonasro[4] et Sofia Scalchi[5]. Puis en français le 22 mars 1880 au Palais Garnier, avec Gabrielle Krauss Aida, Rosine Bloch Amnéris, Henri Sellier Radamès, Victor Maurel Amonasro, Georges-François Menu roi d'Égypte, Auguste Boudouresque Ramphis[6]. Costumes : Eugène Lacoste.
- Géorgie : Tbilissi (Tiflis), 1876–77.
- Monaco : 13 mai 1877, Théâtre national de Monte Carlo.

## Représentations successives

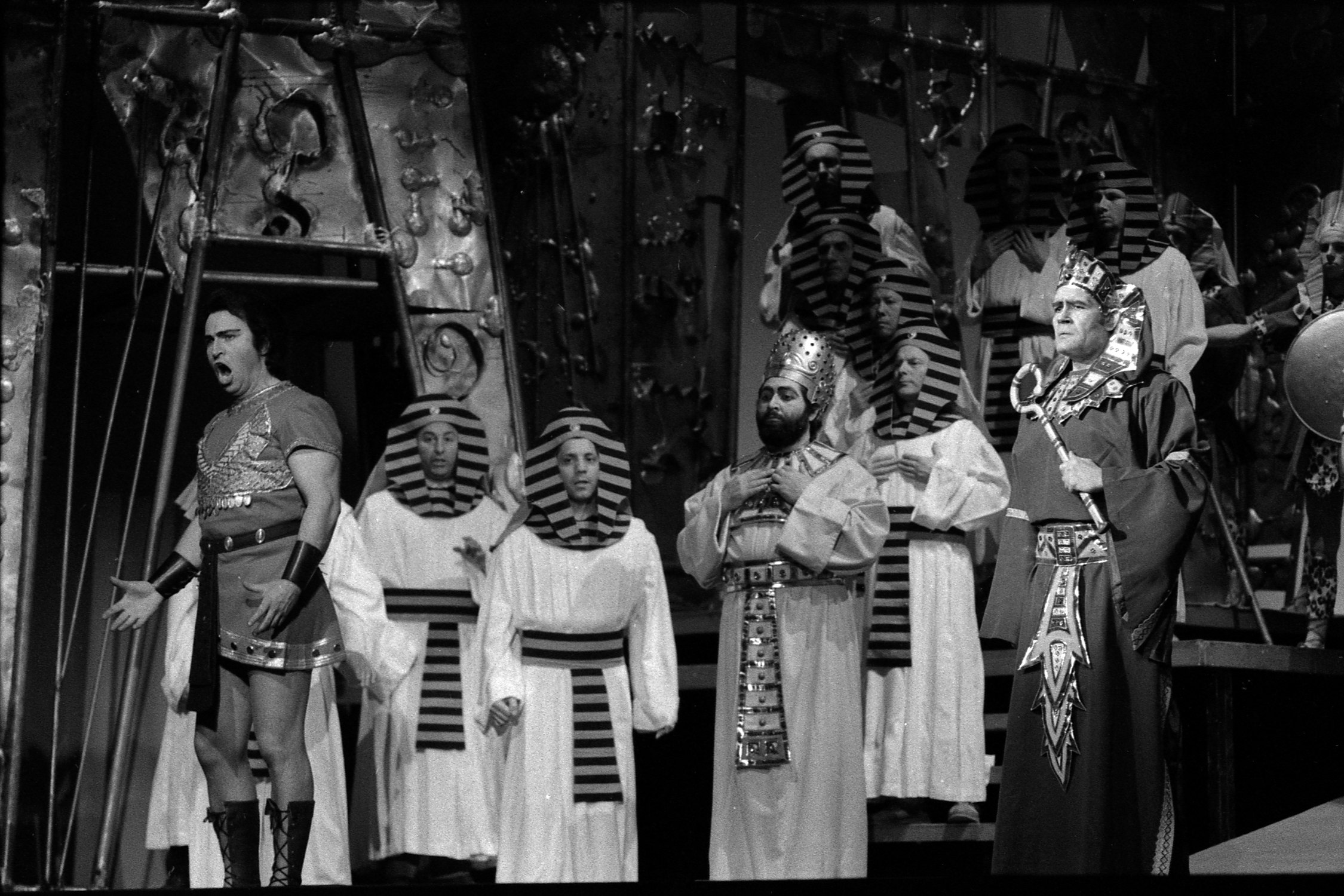
Représentation dAïda au Théâtre du Capitole de Toulouse en 1973.

La création en Italie eut lieu le 8 février 1872 au Teatro alla Scala de Milan.
En 1901, l'opéra est joué à Venise
Le 2 octobre 2010, une représentation « pharaonique » s'est déroulée au Stade de France à Paris.

### Interprètes de la production de Milan
- Amneris, fille du roi d'Égypte (mezzo-soprano) : Maria Waldmann
- Aïda, esclave éthiopienne au service d'Amneris (soprano) : Teresa Stolz
- Amonasro, roi d'Éthiopie, père d'Aïda (baryton) : Francesco Pandolfini
- Radamès, capitaine égyptien (ténor) : Giuseppe Fancelli
- Ramphis, grand prêtre égyptien (basse) : Ormondo Maini
- Le roi d'Égypte (basse) : Paride Pavoleri
- La grande prêtresse (soprano) : Marietta Allievi
- Un messager (ténor) : Luigi Vistarini
- Prêtres et prêtresses, ministres, capitaines, soldats, fonctionnaires, esclaves et prisonniers éthiopiens, peuple égyptien (chœur)
- Orchestre et chœurs du Teatro alla Scala de Milan
- Directeur d’orchestre : Franco Faccio
- Chef de chœur : Emanuele Zarini
- Directeur de scène : G P Bianchi
- Décors : Girolamo Magnani
- Costumes : Girolamo Magnani

## Argument
L'action est située à Memphis et à Thèbes au temps des pharaons et met en scène l'intrigue amoureuse entre Aïda, une esclave éthiopienne, et Radamès, un officier égyptien, contrariée par le conflit armé opposant leurs deux peuples.

### ActeI
Bref prélude : dans un tempo lent, des violons divisés jouent pianissimo le thème d'Aïda, thème doux et léger. Est ensuite exposé, aux violoncelles d'abord, puis à tout l'orchestre, le thème des prêtres qui seront une des clés de voûte de l'intrigue, notamment le grand-prêtre Ramphis : une longue et sombre phrase descendante qui apparaît de nombreuses fois durant l’œuvre. Les deux thèmes très contrastés s'opposent jusqu'au climax : un fortissimo général où se mêlent les deux thèmes : Aïda se révolte contre son sinistre destin où les prêtres et la fatalité la précipiteront. Cependant l'orchestre déjà diminue d'intensité et le prélude se termine dans le calme. D'après la brochure « L'Avant-Scène Opéra » consacrée à Aïda, il semble que Verdi ait, un instant, voulu remplacer son prélude par une ouverture. En fait, cette ouverture, d'une durée plus longue, fut utilisée lors de la première italienne, qui eut lieu le 8 février 1872 à La Scala ; mais, par la suite, Verdi décida d'en revenir au prélude qu'il avait composé pour la première du Caire.

#### Premier tableau -Une salle du palais royal
Le grand-prêtre Ramphis confie au jeune capitaine Radamès que l'armée éthiopienne s'apprête à envahir la vallée du Nil, ce qui représente une menace pour Thèbes. Il lui apprend aussi que la déesse Isis a déjà désigné celui qui commandera l'armée égyptienne pour arrêter l'ennemi. Resté seul, Radamès rêve d'être ce chef et de vaincre l'agresseur. Avec la victoire, il pourra ainsi demander, en récompense, Aïda, l'esclave éthiopienne d'Amneris, la fille du pharaon (« Celeste Aida »). Radamès aime secrètement Aïda mais il ignore que celle-ci est la fille du roi d'Éthiopie, Amonasro. Éprise de Radamès, entre Amneris, suivie d'Aïda. Devant le trouble de cette dernière à la vue de Radamès, elle devine le sentiment qui existe entre les deux jeunes gens. En proie à la jalousie, elle questionne son esclave pour connaître la vérité, puis la menace. Entrent ensuite le Roi d’Égypte ainsi que les prêtres et soldats alors qu'un messager apporte une terrible nouvelle : la ville sacrée de Thèbes est encerclé par l'armée éthiopienne, commandée par le redoutable Amonasro. « Mio Padre ! » s'écrie Aïda, mais personne ne l'entend dans l'émotion générale. Conformément au choix de la déesse Isis, le pharaon désigne Radamès pour diriger l'armée égyptienne dans un rythme de marche martial. Amneris clame à Radamès qu'il doit revenir vainqueur, cri repris par toute l'assistance, y compris Aïda. Restée seule, cette dernière se reproche d'avoir souhaité une victoire, synonyme de défaite pour son père et pour sa patrie (« Ritorna vincitor »).

#### Second tableau -Le temple de Vulcain, à Memphis
Dans le temple alternent les invocations de la grande prêtresse et de ses acolytes (depuis les coulisses) et les prières des prêtres (sur scène), puis des prêtresses se livrent à une danse rituelle, à la suite de quoi Ramphis invoque le dieu Ptah et remet solennellement à Radamès l'armure et le glaive sacrés, emblèmes de son commandement sur les armées égyptiennes.

### ActeII

#### Premier tableau
Dans ses appartements, Amneris attend avec impatience le retour de Radamès qui a vaincu les Éthiopiens. Même la danse des petits esclaves maures ne parvient pas à la distraire de ses pensées. Sa jalousie est ravivée par l'arrivée d'Aïda. Voulant savoir si son esclave aime Radamès, elle lui annonce brutalement la mort de ce dernier. Le désespoir d'Aïda est éloquent. Amneris révèle alors à Aïda que Radamès est vivant, puis laisse éclater sa fureur devant sa joie. L'écho lointain d'une sonnerie de trompettes, annonçant le retour de l'armée égyptienne, met fin à l'affrontement entre les deux femmes.

#### Second tableau
La grande place de Thèbes. Le peuple salue chaleureusement l'arrivée du souverain accompagné d'Amneris, Ramphis et Aïda. Précédées par la « marche des trompettes » (passage le plus connu de l'opéra), les troupes égyptiennes défilent devant le Roi. Le défilé se termine par l'arrivée de Radamès, porté en triomphe. Le Roi rend hommage au sauveur de la patrie et s'engage à exaucer ses désirs. Radamès obtient tout d'abord que soient amenés les prisonniers. Aïda reconnaît son père parmi les captifs. À mi-voix, Amonasro lui ordonne de ne pas le trahir, puis implore la clémence des vainqueurs. Il reçoit l'aide de Radamès qui demande la libération des prisonniers. Tenant ses engagements et malgré la mise en garde de Ramphis, le Roi gracie les captifs et accorde la main de sa fille au chef victorieux. Alors qu'Amneris laisse éclater sa joie, Radamès et Aïda sont désespérés, tandis qu'Amonasro rumine sa vengeance. Ce morceau d'ensemble se termine par le rappel de la marche des trompettes qui conclut théâtralement le deuxième acte.

#### La Marche des trompettes
Immédiatement, cet air connu aussi sous le nom de marche triomphale dépassa le succès de l'opéra, lui-même très grand.
Si ses accents martiaux le firent reprendre (jusqu'à aujourd'hui) par la plupart des armées européennes et au-delà, il fit l'objet de trois détournements. Le premier, quelques années après sa création, par les partisans de l'unité italienne qui en firent leur hymne de ralliement ; le second par les pacifistes qui, en retour, y rajoutèrent des paroles apocryphes :

« Toujours retentissez trompettes solennelles,

Mais ne chantez plus le feu, la mort, les vainqueurs 

Unis dans une longue étreinte fraternelle.

Faisons régner la paix, l’amour au fond des cœurs 

Au sein de nos cités,

Les peuples vont chanter 

Leur chant de liberté

Chantez ! Chantez ! »

Le troisième, enfin, est le détournement en l’hymne Vara chanté dans la plupart des classes préparatoires littéraires (Khâgne) de France.

### ActeIII
Sur les bords du Nil, près d'un temple d'Isis.
Cet acte, souvent appelé l'Acte du Nil, débute par une introduction orchestrale de seize mesures : une exotique et douce mélodie de flûte accompagnée par des quintes et octaves à vide des cordes en harmoniques introduit l'atmosphère d'une nuit sur les berges du Nil.
Accompagnée de Ramphis, Amneris vient invoquer la protection de la déesse Isis à la veille de ses noces avec Radamès. Elle pénètre dans le temple, suivie du grand-prêtre. De son côté, Aïda attend Radamès, qui lui a donné rendez-vous dans ce même lieu. Elle évoque avec nostalgie le souvenir de son pays natal (« O Patria mia »). Elle est interrompue par l'arrivée d'Amonasro, qui a surpris le secret de sa fille et entend l'exploiter. En effet, les Éthiopiens ont repris le combat et s'apprêtent à affronter à nouveau l'armée égyptienne conduite par Radamès.
Attisant la jalousie d'Aïda, tout en lui faisant miroiter la patrie retrouvée, Amonasro essaie de convaincre sa fille d'utiliser son emprise sur Radamès pour que celui-ci lui révèle la route suivie par son armée. Devant le refus horrifié d'Aïda, Amonasro maudit sa fille, la renie et la traite d'esclave des pharaons. Brisée, Aïda finit par céder. En entendant Radamès arriver, Amonasro se cache. Radamès renouvelle ses déclarations d'amour et Aïda lui demande de fuir avec elle en Éthiopie. Devant les hésitations de Radamès, Aïda lui déclare froidement qu'il ne l'aime pas. Qu'il aille donc rejoindre Amneris ! Oubliant sa patrie et son devoir, Radamès décide alors de suivre Aïda.
Feignant la crainte, Aïda lui demande quel chemin prendre pour éviter son armée. Tombant dans le piège, Radamès indique que les troupes égyptiennes passeront par les gorges de Napata. Sortant de sa cachette, d'où il a tout entendu, Amonasro révèle sa véritable identité à un Radamès anéanti par l'effroyable erreur qu'il vient de commettre. Il encourage Radamès à ne pas réfléchir davantage et à le suivre avec sa fille en Éthiopie où il aura amour et trône ; mais Amneris qui, elle aussi, a surpris la conversation, fait irruption avec les prêtres et accuse Radamès de trahison. Amonasro se précipite pour la poignarder, mais Radamès l'en empêche et, après avoir couvert la fuite d'Aïda et de son père, se rend à Ramphis. L'acte se conclut sur cette arrestation avec une brève coda, violemment scandée en accords vigoureux.

### ActeIV

#### Premier tableau -Une salle du palais royal, à Memphis
Amneris craint pour la vie de Radamès, qu'elle aime toujours malgré sa trahison. Elle fait appeler le prisonnier et lui promet d'obtenir sa grâce s'il justifie sa conduite et s'engage à ne plus jamais revoir Aïda. Radamès ayant refusé ce qu'exigeait Amneris, les gardes le conduisent dans le souterrain où il sera jugé par les prêtres.
La scène du jugement commence par l'évocation fortissimo du thème des prêtres signifiant qu'ils tiennent leur proie qui ne peut plus s'échapper. Ce thème sous sa nouvelle forme ressemble beaucoup à une marche funèbre en l'honneur de l'ancien chef des armées.
Restée seule, Amneris entend la voix de Ramphis demander, à trois reprises, à l'accusé de se disculper. À chaque fois, la demande est précédée par un triple appel à Radamès par Ramphis aussitôt suivis par trois coups de trombone reprenant les notes chantées par le Grand Prêtre ; Radamès se tait sur un roulement ppp de grosse caisse. Puis, les prêtres l'accusent de trahison et Amneris implore inutilement la clémence des dieux. À chaque itération, les voix des prêtres montent d'un demi-ton, accentuant l'angoisse de la scène. Ayant gardé le silence, Radamès est condamné à périr emmuré vivant dans la crypte, châtiment réservé aux traîtres.
Déchirée en raison de son amour pour Radamès, culpabilisée par sa jalousie, et désespérée à cause du sort qui attend celui qu'elle aime, Amneris, après avoir vainement supplié les prêtres, les maudit avant de sortir sur une terrible et inapaisable coda répétée trois fois par un orchestre fulminant.

#### Second tableau -L'intérieur du temple de Vulcain et sa crypte
Radamès dans sa tombe se lamente sur son sort. Il ne reverra plus Aïda. Son attention est soudain attirée par un gémissement. Sur un accompagnement de quinze ré graves fatals aux basses, Il découvre que c'est Aïda, qui s'est introduite secrètement dans la crypte pour y mourir avec lui. Aïda et Radamès unissent leurs voix dans un ultime duo d'amour de plus en plus doux (« O terra, addio »), tandis qu'Amneris, la voix étouffée par le chagrin, implore la paix éternelle pour Radamès au milieu d'un chœur de louanges à l'adresse du dieu Ptah. Le rideau tombe lentement sur la mort d'Aïda dans les bras de Radamès alors que l'orchestre s'évanouit peu à peu dans le silence.

## Orchestration
| Orchestre en fosse d'Aida                                                                                               |
| Cordes |
| Premiers violons, seconds violons, altos, violoncelles, contrebasses, 2 harpes                                          |
| Bois |
| 1 piccolo jouant la 3e flûte, 2 flûtes 2 hautbois, 1 cor anglais, 2 clarinettes si bémol, 1 clarinette basse, 2 bassons |
| Cuivres |
| 4 cors, 2 trompettes 3 trombones, 1 cimbasso                                                                            |
| Percussions |
| Timbales, triangle, cymbales, tam-tam, grosse caisse                                                                    |
| Musique de scène |
| 2 harpes, 6 trompettes thébaines, 4 trompettes, 4 trombones, grosse caisse, banda                                       |

En 1871, pour l'opéra Aïda de Verdi, une trompette assez unique fut construite. C'était un instrument rectiligne très long, muni d'un seul piston, de taille très imposante. On l'appelle aujourd'hui la trompette d'Aïda.

## Commentaire
On peut être surpris du comportement d'Amnéris au quatrième acte : son père est le pharaon, qui a droit de vie et de mort sur ses sujets. Alors pourquoi n'invoquerait-elle pas la grâce de son père en faveur de Radamès, bientôt condamné ?
La raison est simple, cela serait inutile : les prêtres sont les véritables gouvernants du pays et tiennent le pharaon sous leur coupe car ce sont les représentants de la loi et les « ministres du ciel » pour reprendre une réplique d'Amnéris.
D'ailleurs, nous l'avons bien vu au deuxième acte : lorsque Ramphis exige que Aida et son père restent ici, le pharaon cède (« a tuo consiglio cedo ») car que pourrait-il faire d'autre ? S'opposer est impossible, le pharaon ne peut donc rien faire car il dépend des prêtres.
Dans l'Histoire réelle, cela a toujours été ainsi : les prêtres gouvernaient le pharaon qui devait se soumettre à leur autorité. Ainsi Amenophis IV a-t-il dû batailler ferme et restaurer l'autorité royale pour imposer le culte du dieu Aton et son règne s'est achevé dans une atmosphère de complot. Son successeur, Toutânkhamon a dû lui aussi subir, pendant son court règne, la pression des prêtres tout-puissants.

## Postérité et hommages
En football, après un but, des supporters ont parfois repris l'air de la marche triomphale d'Aida.
L'astéroïde (861) Aïda, découvert en 1917, est nommé en l'honneur de l'opéra.

### Discographie sélective
- 1928 - Dusolina Giannini, Aureliano Pertile, Irene Minghini-Cattaneo, Giovanni Inghilleri, Luigi Manfrini, Chœur et orchestre de la Scala de Milan, Carlo Sabajno, HMV
- 1952 - Renata Tebaldi, Mario del Monaco, Ebe Stignani, Aldo Protti, Dario Caselli, Fernando Corena - Chœur et orchestre de l'Academia Santa Cecilia de Rome, Alberto Erede
- 1955 - Zinka Milanov, Jussi Björling, Fedora Barbieri, Leonard Warren, Boris Christoff - Chœur et orchestre de l'Opéra de Rome, Ionel Perlea - RCA
- 1955 - Maria Callas, Richard Tucker, Fedora Barbieri, Tito Gobbi, Giuseppe Modesti, Chœur et orchestre de la Scala de Milan, Tullio Serafin, EMI.
- 1956 - Mary Curtis Verna, Franco Corelli, Miriam Pirazzini, Giangiacomo Guelfi, Giulio Neri - Chœur et orchestre de la RAI de Turin, Angelo Questa - Warner-Fonit
- 1959 - Renata Tebaldi, Carlo Bergonzi, Giulietta Simionato, Cornell McNeil, Arnold van Mill, Chœur de l'Opéra de Vienne, Orchestre philharmonique de Vienne, Herbert von Karajan - Decca
- 1961 - Leontyne Price, Jon Vickers, Rita Gorr, Robert Merrill, Giorgio Tozzi - Chœur et orchestre de l'Opéra de Rome, Georg Solti - Decca. Cette version est considérée comme l'une des meilleures de la discographie (voir par exemple, le guide Alain Duault de 1994)
- 1962 - Version abrégée en français - Irène Jaumillot, Tony Poncet, Elise Kahn, Jean Borthayre, Oswald Köberl - Chœur et orchestre de l'Opéra de Karlsruhe, Robert Wagner - Philips
- 1963 -  Leontyne Price, Carlo Bergonzi, Rita Gorr, Mario Sereni, Cesare Siepi - Chœur et orchestre du Metropolitan Opera de New York, Georg Solti
- 1971 - Leontyne Price, Placido Domingo, Grace Bumbry, Sherrill Milnes, Ruggero Raimondi - John Alldis Choir, London Symphony Orchestra, Erich Leinsdorf - RCA
- 1974 - Montserrat Caballé, Placido Domingo, Fiorenza Cossotto, Piero Cappuccilli, Nicolai Ghiaurov - Chœur du Royal Opera House, Covent Garden, New Philharmonia Orchestra, Riccardo Muti - EMI
- 1982 - Katia Ricciarelli, Placido Domingo, Elena Obraztsova, Nicolai Ghiaurov, Ruggero Raimondi, Leo Nucci, Lucia Valentini-Terrani - Chœur et orchestre de la Scala de Milan, Claudio Abbado - Deutsche Grammophon
- 1986 - Maria Chiara, Luciano Pavarotti, Ghena Dimitrova, Nicolai Ghiaurov - Chœur et orchestre de la Scala de Milan, Lorin Maazel - Decca (Diapason d'or)
- 2015 - Anja Harteros, Jonas Kaufmann, Ekaterina Semenchuk, Ludovic Tézier, Erwin Schrott -  Chœur et Orchestre de l'Académie nationale Sainte-Cécile, Antonio Pappano - Warner (Diapason d'or)

### Filmographie sélective
- 1966 - Leyla Gencer, Carlo Bergonzi, Fiorenza Cossotto - Orch et Chœurs des Arènes de Vérone - Franco Capuana - Hardy Classic Video